# Gare de Berlin-Wilhelmsruh
La gare de Berlin-Wilhelmsruh, anciennement : Reinickendorf (Rosenthaler Straße) et Reinickendorf-Rosenthal, est une gare du chemin de fer du Nord de Berlin. Elle est située dans le quartier berlinois de Reinickendorf, dans l'arrondissement du même nom, à la frontière avec le quartier de Wilhelmsruh, qui appartient aujourd'hui à l'arrondissement de Pankow. La prochaine gare en direction du nord est Wittenau (Wilhelmsruher Damm), la prochaine gare en direction du Sud-Est la gare de Schönholz .
Au Nord-Est de la gare, et donc sur le territoire du quartier de Wilhelmsruh dans le quartier de Pankow, la gare de la ligne Reinickendorf-Liebenwalde-Groß Schönebeck (de), plus tard le chemin de fer Niederbarnim, est ouverte le 21 mai 1901,. C'est le terminus berlinois de la ligne de la Bruyère (de).
Aujourd'hui, la gare n'est desservie que par les trains S-Bahn de Berlin.

## Histoire de la gare de la ligne du Nord

### Depuis les années 1870
La gare est ouverte le 10 juillet 1877 sous le nom de station Rosenthal et sert à développer la ville de Rosenthal. Il s'agit au départ d'un simple arrêt du trafic suburbain entre Gesundbrunnen et Oranienbourg. À l’époque, cela s’appelle « transport omnibus ».
À mesure que le trafic suburbain augmente, le ligne à voie unique du Nord devient de plus en plus un goulot d'étranglement dans la zone urbaine de Berlin. Entre 1887 et 1888, « la KED [Direction royale des chemins de fer] construit de nouveaux bâtiments à Berlin à des fins uniquement opérationnelles desservant les gares de passage : à Reinickendorf (Rosenthaler Straße) […] »
Pour le changement d'horaire le 1er juin 1891, le ligne du Nord entre Gesundbrunnen et Oranienburg est étendu à deux voies. À cette époque, la gare s'appelle Reinickendorf (Rosenthaler Straße). Cependant, d'autres noms sont également transmis avant 1883 : Reinickendorf-Rosenthalerstraße et Straße nach Rosenthal. Les gares suivantes sont mentionnées dans le Amtsblatt der Königlichen Eisenbahn-Direktion Berlin (de) de 1883 : « … Pankow 4,70 km, Schönholz 5,90 km, Reinickendorf 7,40 km, Dalldorf 10,25  km […] » (distances depuis la gare de Stettin) – il y a probablement ici juste une confusion. Le Fahrplan der Berliner Nordbahn du 10 juillet 1877 donne l'ordre des gares comme Prinzen-Allee, Reinickendorf, Rosenthal et Dalldorf.
Depuis le 1er octobre 1891, l'arrêt devient un arrêt régulier alors qu'il n'est auparavant utilisé comme arrêt qu'en cas de besoin. Selon un arrêté de la Direction royale des chemins de fer de Berlin du 18 mars 1893, la gare est rebaptisée Reinickendorf-Rosenthal,
Le 30 avril 1899, la rue de la gare, qui s'appelait jusqu'alors principalement la rue de Rosenthal, reçoit le nom de Kopenhagener Straße
Le nombre de passagers des trains de banlieue continue d'augmenter, 7,05 millions de voyageurs en 1907, rend nécessaire l'extension de la ligne du Nord à quatre voies, séparées pour le trafic longue distance et suburbain, également au nord de la gare de Schönholz -Reinickendorf. Le tracé est déplacé vers un remblai pour permettre le passage de la circulation routière sans aucun niveau. Les travaux entre Reinickendorf-Rosenthal et Wittenau débutent en 1908. « Les gares de banlieue entièrement nouvellement construites à Reinickendorf-Rosenthal […] ouvrent leurs portes le 20 décembre 1910 […] est mis en service. Leurs plates-formes ont une hauteur de 76 cm, ce qui est désormais courant sur les routes de banlieue, au-dessus du bord supérieur des rails ... Dans ces gares non plus, des bâtiments de réception spéciaux ne sont pas construits, mais des halls de réception sont à nouveau aménagés sous et entre les voies selon un modèle éprouvé, qui abrite toutes les installations nécessaires au traitement des passagers de banlieue.

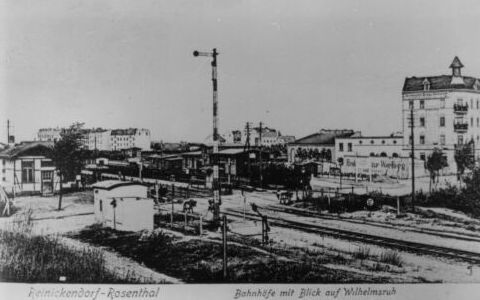
Gare de Wilhelmsruh, vers 1903

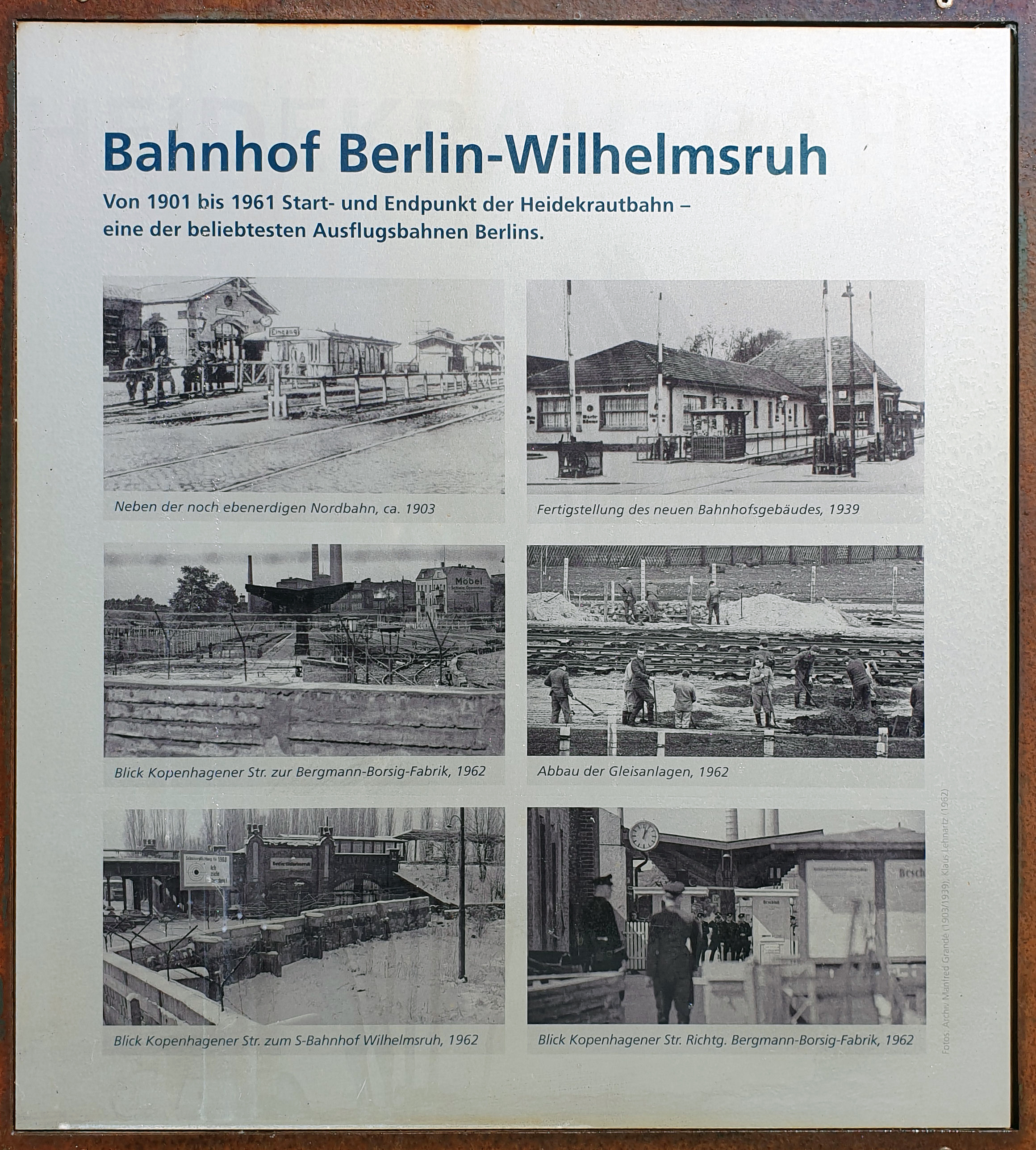
Plaque commémorative de la gare de Wilhelmsruh

Cela donne à la gare son aspect classique du S-Bahn berlinois, qu'elle conserve jusqu'au XXIe siècle. Une structure d'accès n'est construite qu'à l'extrémité sud de la plate-forme, en direction de la Kopenhagener Straße. Les deux entrées sont parallèles à la rue en direction de Wilhelmsruh et Reinickendorf. De 1924 à 1960, la gare est reliée au tramway de Berlin, qui relie Reinickendorf à Wilhelmsruh. Pour le 5 juin 1925, la ligne de banlieue de Gesundbrunnen à Birkenwerder est électrifiée et l'exploitation des trains électriques commence, initialement avec trois « paires de trains électriques ». Le terme S-Bahn n’est introduit que quelques années plus tard.
En 1929, le nombre de voyageurs au départ de cette gare est passé de 1,18 million à 1,682 million par rapport aux années 1912/1913
Le 3 octobre 1937, la station reçoit son nom actuel : Berlin-Wilhelmsruh. À cette époque, le quartier de Wilhelmsruh appartient à l'arrondissement de Reinickendorf du Grand Berlin. Cela change en 1938 grâce à un échange de zone entre Pankow et Reinickendorf.

### Après 1945
Alors que la deuxième voie ferrée longue distance du chemin de fer du Nord estsupprimée dans le cadre du démantèlement après la fin de la Seconde Guerre mondiale à l'été 1945, la gare S-Bahn conserve les deux voies de la ligne de banlieue. La deuxième voie du S-Bahn est supprimée au nord de la gare jusqu'à Borgsdorf. Le trafic suburbain de ligne du Nord, interrompu à la fin de la guerre, reprend entre le 6 et le 11 juin 1945, reprend dans un premier temps avec deux paires de trains tractés par des locomotives. À partir du 18 août 1945, les trains électriques S-Bahn peuvent à nouveau circuler toutes les heures via Berlin-Wilhelmsruh, initialement vers Berlin-Hermsdorf. À partir du 19 novembre 1945, le service S-Bahn vers Wilhelmsruh est à nouveau à double voie, mais seulement toutes les 30 minutes en raison du manque de possibilités de croisement sur la partie nord de l'itinéraire. Seulement à partir du 9 mai 1946, une fréquence de 20 minutes est à nouveau proposée.
Le trafic longue distance et le trafic de marchandises sur la ligne du Nord à la gare de Wilhelmsruh deviennent plus difficiles en raison de la frontière de plus en plus politiquement importante. Quand la Deutsche Reichsbahn reprend l'exploitation des chemins de fer du Bas-Barnim le 1er juillet 1950, elle fait passer ses trains par la gare (privée) de Wilhelmsruh et la voie de raccordement à la gare de marchandises de Schönholz sur la Nordbahn pour continuer vers la gare de Stettin, ce qui permit dans un premier temps de décharger les trains de banlieue. Pour le changement d'horaire le 18 mai 1952, le trafic des trains de voyageurs sur la partie berlinoise de la ligne du Nord est interrompu en raison de la fermeture de la gare de Stettin. La ligne du Heidekraut se termine à nouveau à Wilhelmsruh. À partir de septembre 1950, la gare de marchandises d'Hermsdorf, au nord, ne peut plus être desservie depuis Oranienbourg (comme auparavant), mais uniquement depuis Schönholz. Alors que le trafic longue distance (passant par la gare de Wilhelmsruh) cesse pendant cette période, l'utilisation du S-Bahn augmente considérablement.
Depuis 1953, des trains directs dits S-Bahn circulent également sur la ligne du Nord en semaine et ne s'arrêtent pas dans les gares des secteurs ouest. Plusieurs membres d'entreprises publiques se voient interdire de quitter, puis de voyager, les secteurs occidentaux « pour des raisons de sécurité ». Sur la ligne du Nord, deux trains relient Oranienbourg à la ville le matin et reviennent le soir. Les trains directs circulent jusqu'au 3 mai 1958, date à laquelle ils sont remplacés par des trains tractés par des locomotives entre Oranienbourg et la gare de Lichtenberg ou la gare de l'Est (la liaison S-Bahn Hohen Neuendorf – Blankenburg via le périphérique extérieur de Berlin (BAR) n'est mis en service que le 9 novembre 1961).
Depuis 1948, un horaire de train toutes les 20 minutes est proposé en journée, ce qui ne répond plus aux besoins au milieu des années 1950. La Deutsche Reichsbahn tente donc d'établir une fréquence de 10 minutes en prolongeant jusqu'à Hermsdorf les trains de renfort qui terminent à Schönholz. En raison de l'itinéraire à voie unique au nord de Wilhelmsruh, les temps de trajet doivent être raccourcis. Alors qu'à cette époque, la vitesse maximale autorisée sur les lignes du S-Bahn est de 60 km/h, la vitesse maximale autorisée est portée à 70 km/h à partir de Schönholz et à 80 km/h entre Wilhelmsruh et Waidmannslust. Ni les véhicules ni l'alimentation électrique ne permettent une telle augmentation des performances, si bien que la Deutsche Reichsbahn doit interrompre cette « expérience » le 26 mai 1955 - après seulement quatre jours. Des annonces suivent pour reconstruire la ligne à double voie (d'abord jusqu'à Borgsdorf, puis vers Frohnau ou Hermsdorf) – cependant, rien de tout cela n’est réalisé. Auparavant, en avril 1955, la ligne ferroviaire longue distance vers Oranienbourg a été interrompue avant Birkenwerder. C'est ici qu'est construit le virage allant de Birkenwerder à l'aneeau extérieur de Berlin. Lors du changement d'horaire du 28 mai 1961, une cadence de 10 minutes est introduite jusqu'à Berlin-Wilhelmsruh. En 1960, les deux lignes de tramway - qui ne circulent en dernier lieu qu'à partir de Reinickendorf vers la frontière du secteur à la gare - sont supprimées.

### Août 1961 à 1990
Après la construction du mur de Berlin, les trains S-Bahn (vers Frohnau) continuent à circuler en groupe 1 toutes les 20 minutes. L'emplacement de la station de S-Bahn directement à la frontière du secteur a désormais un impact évident : le quartier qui lui donne son nom est inaccessible à l'Est. La gare est plutôt inintéressante pour les Berlinois de l'Ouest car les immeubles d'habitation les plus proches se trouvent à un peu moins d'un kilomètre au sud et derrière la ligne de Kremmen (gare S-Bahn Reinickendorf, aujourd'hui : Alt-Reinickendorf).
À la fin des années 1960, un projet de construction à Berlin-Ouest visant à développer le Märkischesviertel entraîne un changement dans l'exploitation. Lors de la construction d'un nouveau pont sur la Schorfheidestraße (liaison avec la rue Am Nordgraben), les culées sont certes conçues pour quatre voies, mais seules deux superstructures sont installées. Bley rapporte à la p. 86 : « Au plus tard depuis la construction de ce nouveau pont, les trains de marchandises circulent entre Schönholz et Hermsdorf sur la voie du S-Bahn » - ce qui signifie qu'une superstructure de pont est disponible pour la voie de grande ligne, mais qu'elle n'est pas occupée par une voie. La voie de grandes lignes encore existante dans la zone de la gare de Wilhelmsruh n'est plus utilisée. La construction d'un autre pont vers 1975 sur le Wilhelmsruher Damm, donc à la gare de S-Bahn Wittenau (ligne du Nord), n'apporte pas de changement pour la gare décrite.

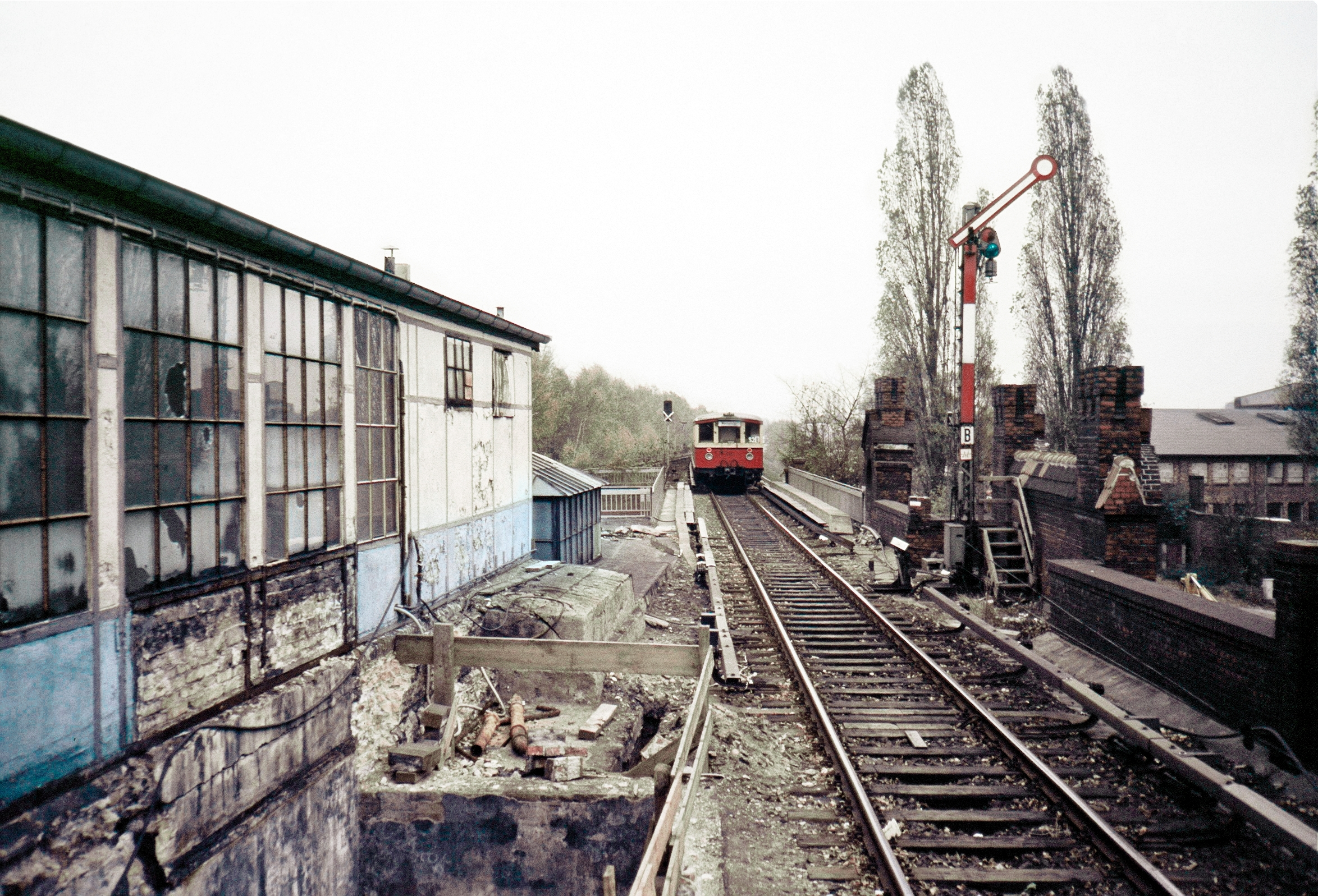
Train BVG à la sortie en direction de Gesundbrunnen, 1986

Lors de la grève des travailleurs de la Reichsbahn de Berlin-Ouest, le trafic est interrompu entre le 17 et le 28 septembre 1980. Toutefois, le trafic du S-Bahn via Wilhelmsruh reprend ensuite. Près de trois ans plus tard, avec la reprise du S-Bahn « occidental » par la BVG le 9 janvier 1984, la ligne vers Frohnau et donc la gare de Wilhelmsruh sont mises hors service. Le Sénat berlinois a l'intention, à long terme, de remettre en service la ligne vers Frohnau. La pression de la population permet une remise en service rapide, si bien que la ligne et la gare de Wilhelmsruh sont remises en service le 1er octobre 1984. La ligne au nord de la gare est d'abord restée à voie unique avant d'être élargie à deux voies en 1986 pour permettre une cadence de 10 minutes.La gare elle-même n'est pas concernée par cette extension, car elle est déjà à deux voies. La cadence à 10 minutes est ensuite introduite à partir du 18 août 1986, d'abord jusqu'à Wittenau (ligne du Nord), puis jusqu'à Frohnau vers la fin de l'année.

### Depuis 1991

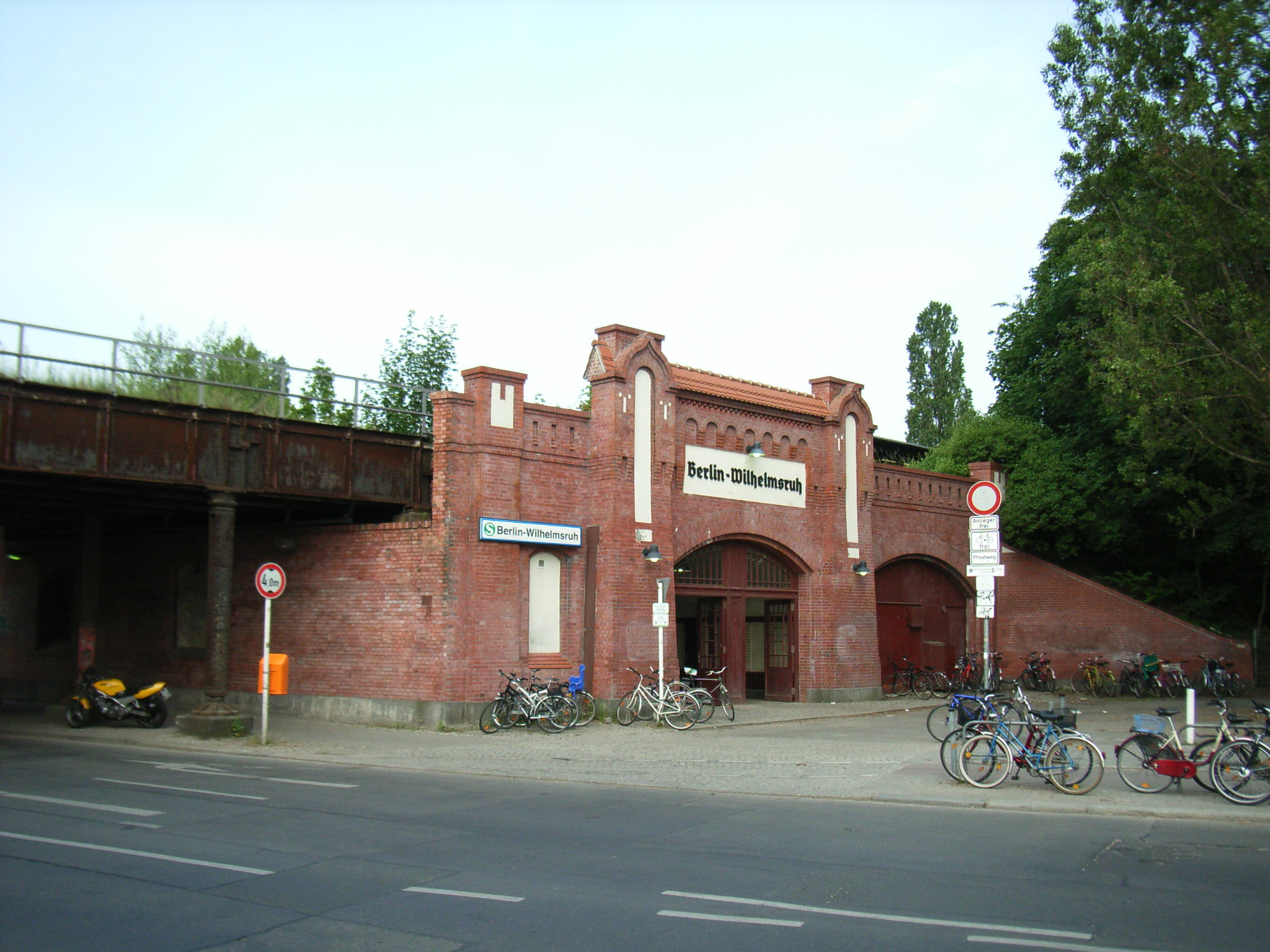
Côté nord de la structure d'accès, 2006

La chute du mur de Berlin n'a tout d'abord pas d'impact sur la gare. Le 7 avril 1990, le poste-frontière de la Kopenhagener Straße est ouvert, mais l'accès à la gare n'est toujours possible que du côté sud. Le 31 mai 1992, le chaînon manquant entre Frohnau et Hohen Neuendorf est comblé par la frontière urbaine de Berlin-Ouest ; pour la gare de Wilhelmsruh, la cadence est restée à 10 minutes. Fin mai 1995, un groupe de trains supplémentaires (à une cadence de 20 minutes) est introduit, circulant de/vers Waidmannslust. Conjointement à une réduction du temps de trajet des trains vers Oranienburg, il en résulte une situation similaire à celle de 1955, à la différence près que l'« expérience » n'est pas interrompue, mais que l'on cherche à la maîtriser en modifiant les horaires. La gare est rénovée en 2000 et 2001, et l'entrée Nord est à nouveau accessible depuis 2001.
La station S-Bahn dispose d'un ascenseur, elle est donc sans obstacle. La poursuite de l'extension de la gare et du tracé dépend du moment où les voies ferrées longue distance seront reconstruites comme prévu dans le plan fédéral des infrastructures de transport, mais il n'y a pas encore de date pour cela.

## Histoire de la gare de la ligne de la Bruyère

### À partir de 1900
Au début du XXe siècle, la gare du chemin de fer se trouve au même niveau que le point d'arrêt correspondant du S-Bahn. est inaugurée en 1901 et ne cesse d'être agrandie par la suite. Alors qu'entre 1905 et 1906, la ligne du nord est placée sur un remblai, la gare de ligne de la Bruyère reste au niveau du sol. Le passage des passagers se fait par la Kopenhagener Straße. La gare actuelle dispose de deux voies de quai pour le trafic de passagers ainsi que de plusieurs voies d'évitement et de manœuvre. Les voies de manœuvre et une voie d'évitement peuvent également être utilisées pour le trafic de marchandises, qui à son tour assure une connexion directe avec la ligne du Nord, après le rehaussement de celle-ci par une rampe de 1,57 kilomètre de long. Les autres équipements de la gare comprennent un hangar à marchandises, une voie de chargement avec rampes d'accès et rampes latérales, deux remises à locomotives individuelles ainsi qu'un parc à charbon et une grue à eau. Le 14 novembre 1907, la liaison ferroviaire vers Schönholz est mise en service.Elle a été rendue nécessaire par la construction d'un barrage sur la ligne du Nord et remplace la voie de raccordement directe par une longue rampe vers la gare de marchandises surélevée de Schönholz-Reinickendorf (près de la future gare de Berlin-Schönholz)
Après la construction de l'usine électrique de Bergmann (de) vers 1907, la gare reçoit également une voie de raccordement pour cette usine. Le 3 octobre 1937, la gare est rebaptisée Berlin-Wilhelmsruh (chemins de fer du Bas-Barnim) (abrégé : Berlin-Wilhelmsruh [NBE]) ou aussi parfois Berlin-Wilhelmsruh (Klbf). Le 21 mars 1939, la petite gare reçoit son propre bâtiment d'accueil. Vers 1950, la gare dispose de deux voies de quai, de deux voies d'évitement vers le remblai du S-Bahn, de six voies d'évitement continues à l'Est du quai et d'une route de chargement avec rampes d'accès et latérales. Il y a également deux (ou un seul) hangars à locomotives à l'extrémité nord de la gare. Du 1er juillet 1950 au 18 mai 1952, les trains NBE circulent jusqu'à la gare de Stettin ou la gare du Nord comme terminus. Après la fermeture de la gare du Nord, les trains s'arrêtent de nouveau à Berlin-Wilhelmsruh (NBE). En mai 1953, une station de travail séparée est ouverte pour les centrales électriques dans la Lessingstrasse, à côté de la gare de la Bruyère

### Après 1961
Après la fermeture de Berlin-Ouest et la construction du Mur le 13 août 1961, la gare est mise hors service le 9 novembre 1961 et rasée assez rapidement en 1962, car elle se trouve dans la bande frontalière. Le trafic voyageurs et marchandises entre Wilhelmsruh et Rosenthal est arrêté, la voie de raccordement vers Schönholz est interrompue.
Le 24 mars 1962, la Deutsche Reichsbahn informe les chemins de fer du Bas-Barnim A.G. (dont le siège est à Berlin-Wilhelmsruh, Fontanestraße 31) du déblaiement d'installations ferroviaires « a) du bâtiment de réception et b) de la remise à locomotives » et ajoute : « La réalisation concernant a) a déjà eu lieu. L'objet concernant b) est encore en cours de réalisation ». Sur une photo datée du 7 juillet 1962, le quai de la gare est encore présent, seul le bâtiment de réception de la Kopenhagener Straße est donc démoli. La photo documente en même temps le tracé de la frontière : Alors que la gare se trouve déjà sur le territoire de Pankow, la Kopenhagener Straße, qui lui est perpendiculaire, appartient encore sur quelques mètres à Reinickendorf. Jusqu'à la construction d'un parement pour le VEB Bergmann-Borsig (de) du nord vers 1970 des trains de correspondance avec des wagons de marchandises sont amenés à l'usine via la gare de Wilhelmsruh.
En raison de l'expansion ultérieure des fortifications frontalières dans cette zone, les voies et les installations restantes de la gare sont également dégagées, bien que des vestiges de la gare puissent encore être trouvés aujourd'hui parmi la végétation sauvage, par exemple les enceintes de plate-forme basses et les restes de rails courts. La voie de liaison au sud vers la gare de marchandises de Schönholz se trouve juste avant la frontière dans le secteur français et est donc conservée (inutilisée). Le 12 août 2011, une stèle commémorative est inaugurée par la NEB à la gare de S-Bahn Wilhelmsruh, qui fournit des informations sur l'histoire et l'avenir de la ligne de la Bruyère.

### Futur
Les chemins de fer du Bas-Barnim (de) prévoit de reconstruire la ligne reliant le Märkischesviertel à la gare de Berlin-Wilhelmsruh. Contrairement au tracé initial, la gare ne sera pas construite au niveau du sol, mais plutôt sur un remblai au niveau de la voie ferrée nord et sous forme de quai latéral, accessible via une rampe depuis le parvis de la gare Nord et via un escalier du parcours du mur de Berlin. Les trains de la ligne de la Bruyère peuvent ensuite être ramenés à la gare de Berlin-Wilhelmsruh, avec possibilité de transfert vers le S-Bahn. L'État de Berlin soutient ce projet ; la reconstruction est incluse dans le plan d'aménagement urbain des transports. La décision d’approbation du projet associée estpubliée début 2011. En particulier, le financement des travaux de construction et la commande des services de transports publics associés auprès des États de Berlin et de Brandebourg sont encore ouverts. Le 11 décembre 2020, le début des travaux de construction de la nouvelle gare régionale est célébré par une cérémonie symbolique de première pelletée de terre. L'achèvement est prévu pour 2024. Après la reconstruction des voies ferrées longue distance du chemin de fer du Nord, une transition vers les voies de la Deutsche Bahn est prévue via une liaison d'aiguillage au sud du quai. Cela permettrait aux services de passagers de la ligne de la Bruyère de continuer jusqu'à la gare longue distance de Berlin-Gesundbrunnen.

## Connexions
La station S-Bahn est desservie par les lignes S1 et S85 du S-Bahn de Berlin. Il existe des options de transfert vers la ligne de bus 122 du Berliner Verkehrsbetriebe.